# Pederastia tebana

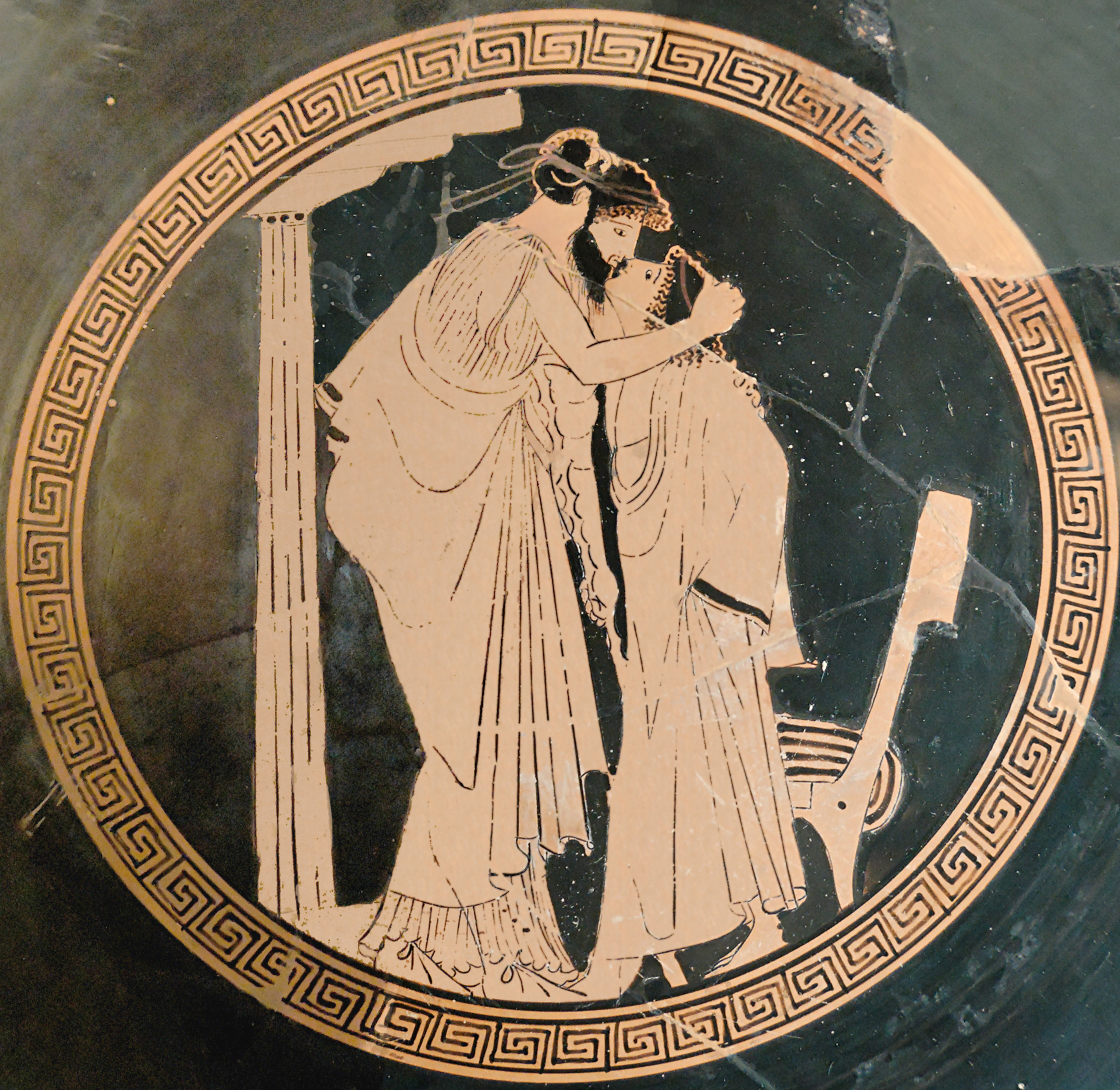
Kílix ático que representa un amante (ἐραστής) besando a su amado (ἐρώμενος). Las representaciones de escenas pederastas son abundantes en el arte griego.

La pederastia tebana era una costumbre social que consistía en educar a los adolescentes tebanos de clase alta para que enfrentasen las responsabilidades de la vida adulta a través de una relación amorosa y sexual con un aristócrata adulto. Se cree que dicha costumbre se introdujo en los tiempos de la invasión doria, alrededor del 1200 a. C., o en la Época Arcaica, poco después del 630 a. C., que fue el año en que se introdujo en Creta según otra teoría.
Esta costumbre se reflejaba en la religión, como lo indican varios mitos de temática pederasta. También estaba integrada en la vida militar de la ciudad, tanto en el entrenamiento de los soldados como en la propia guerra. 

## Mitología

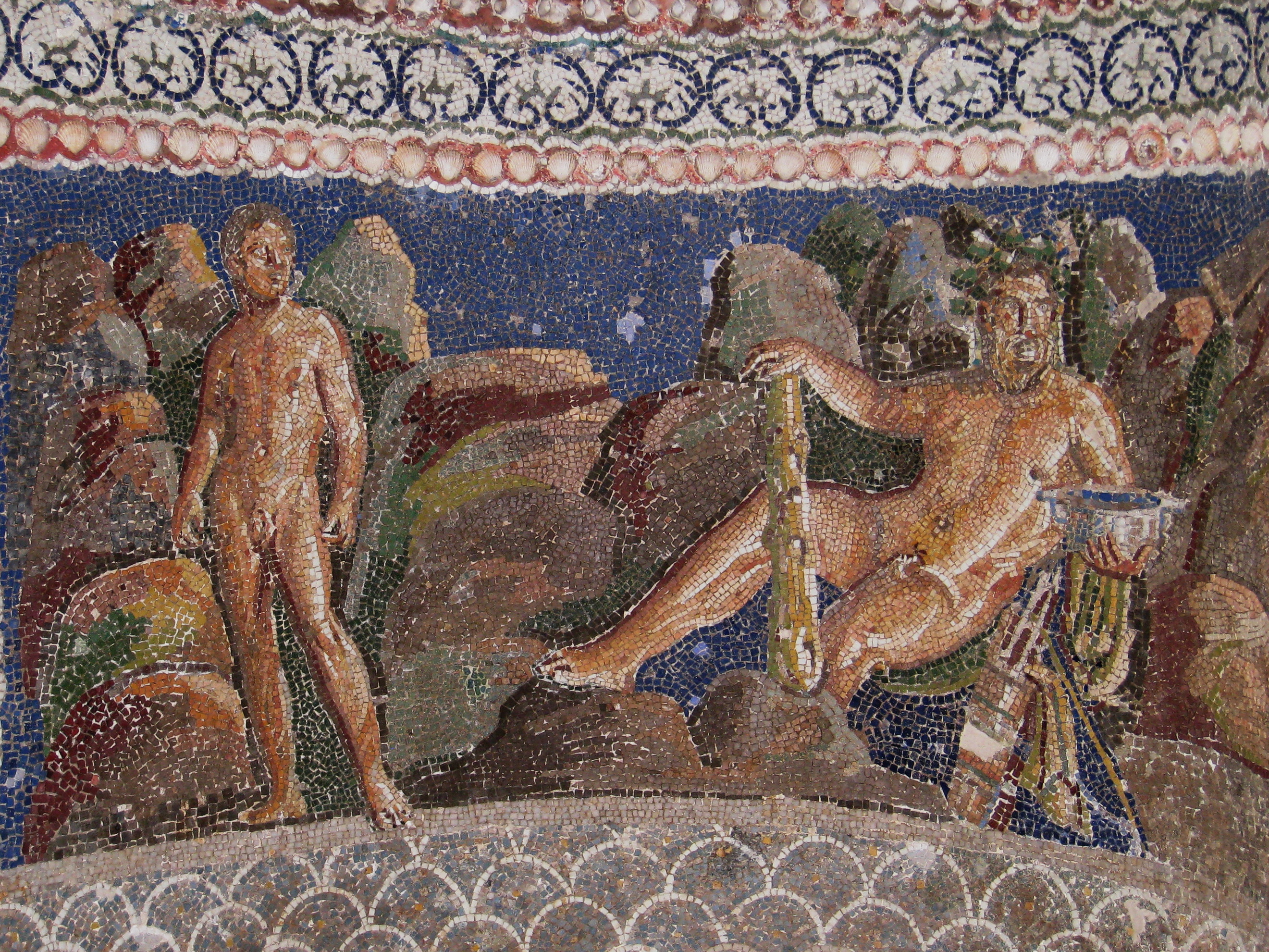
Mosaico romano que representa a Heracles y Yolao.

En Tebas, la principal polis de la región de Beocia, un famoso foco pederasta, esta práctica ya estaba en el mito de la fundación de la ciudad. Dicho mito pretendía enseñar su moraleja a través de un contraejemplo: muestra a Layo, un héroe divino y uno de los ancestros míticos de los tebanos, en el papel de un amante que traiciona a su padre y viola a su hijo, Crisipo. Los dioses le dieron un castigo ejemplar por este doble delito, y este castigo no sólo lo sufrió Layo sino también su propio hijo, Edipo, y los hijos de éste. En lo que parece un intento de enfatizar el crimen de Layo, los antiguos no representaban a su víctima como un adolescente —como solían aparecer los erómenoi en la cerámica griega—, sino como un niño, en referencia al desprecio que sentían los griegos por los hombres que perseguían a menores de edad. El mito de Layo y Crisipo le valió a Tebas la distinción de ser, dentro del continente griego, la «fuente legendaria de la pederastia».
Otro mito beocio de temática pederasta es la historia del héroe Narciso de Tespias, un mito que, en su forma arcaica, advertía a los adolescentes de que no debían ser crueles con sus amantes.
Yolao era otro héroe pederasta al que honraban en Tebas. Allí se le reconocía como el erómenos de Heracles y tenía una tumba en su honor, a la que los amantes acudían a proclamar fidelidad a su pareja y al héroe, y el amante regalaba a su amado una armadura cuando éste alcanzaba la mayoría de edad. Esta tumba todavía existía en el siglo II a. C. Los dos gimnasios de Tebas estaban dedicados uno a Heracles y otro a Yolao. Para honrar a este último, los tebanos crearon un festival atlético anual llamado «la yolea».

## Historia y práctica

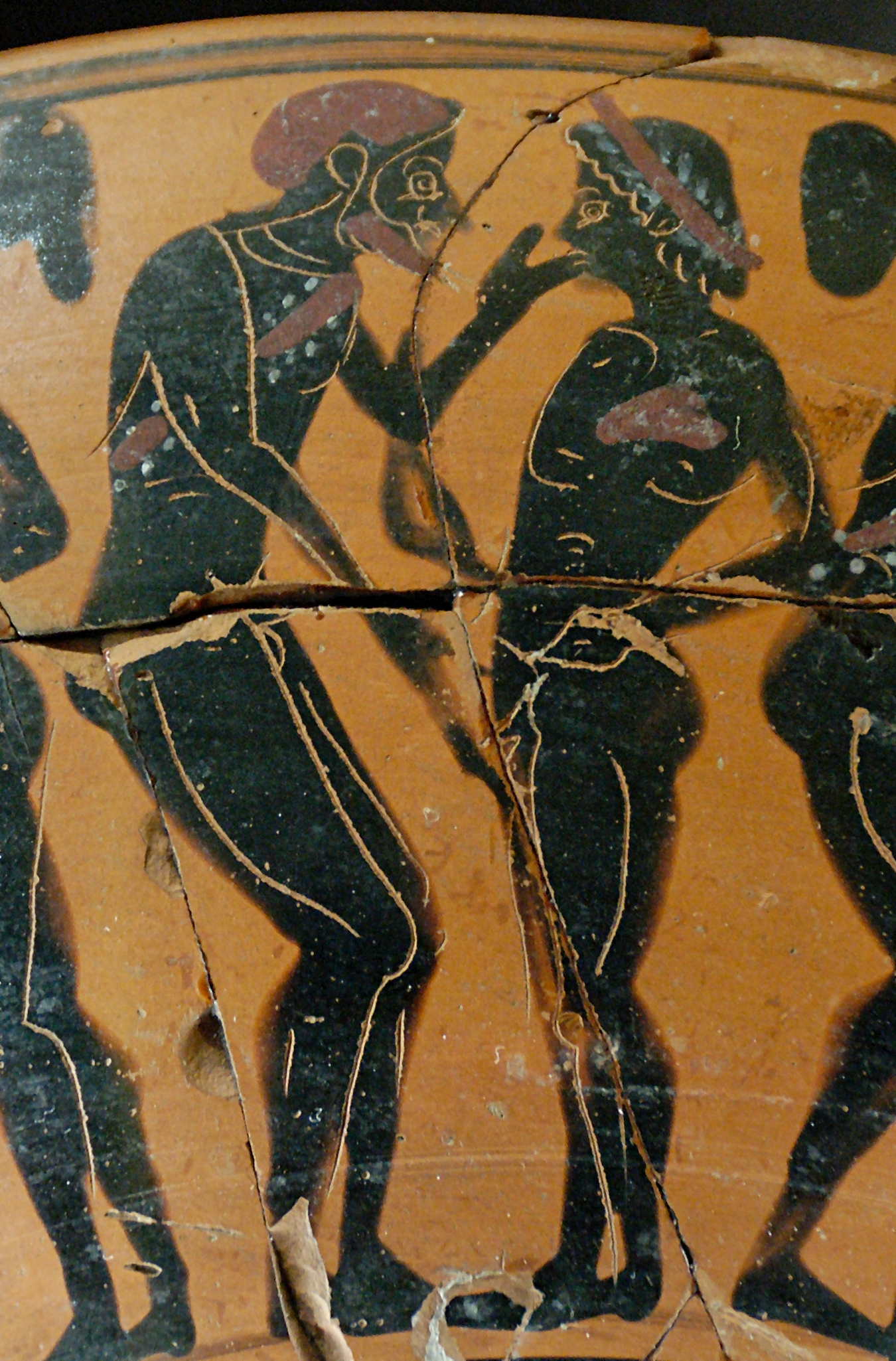
Escena de cortejo pederasta
Detalle de una vasija de figuras negras ática, del

La pederastia tebana no fue el resultado del «desastre de Layo», sino que fueron los legisladores tebanos los que instituyeron la pederastia como un instrumento educacional para muchachos, con el objetivo de «ablandar, mientras fueran jóvenes, su fiereza natural» y «templar las maneras y caracteres de la juventud». Jenofonte señala que «entre los beocios, hombre y muchacho viven juntos, como personas casadas». Cuando el muchacho alcanzaba la edad necesaria para servir en el ejército, su amante le presentaba todas las armas que requeriría.
Un legislador tebano famoso por su relación homoerótica fue Filolao de Crotona, un corintio que se asentó en Tebas y que tuvo en su amado al atleta olímpico también corintio Diocles. Su relación duró toda la vida y pudo no haber sido pederasta.
Hacia el final del periodo clásico de la historia tebana, Górgidas, un conocido hombre de estado y general, formó un batallón militar compuesto de 150 parejas de hombres junto a sus jóvenes amantes, conocido como el Batallón Sagrado de Tebas, que mantuvo la reputación de imbatibilidad hasta que cayó en la batalla contra Filipo II de Macedonia en Queronea en el 338 a. C.
Las fuentes contemporáneas, en su mayoría atenienses, parecen indicar que la pederastia en Tebas era más libre que en otras ciudades (de hecho, no tenía obstáculos), y en su mayoría se refieren a los tebanos como los «marranos beocios» por sus maneras rurales. En El banquete de Platón, el personaje de Pausanias explica que las reglas de Tebas animan a los muchachos a satisfacer a sus amantes sexualmente, para librar a los hombres de la carga de tener que convencer a los muchachos (supuestamente, más difícil para los tebanos a tenor de sus pobres habilidades oratorias). Los contextos cómicos y filosóficos del trabajo de Platón, sin embargo, deben tenerse en cuenta a la hora de considerar la veracidad de esta afirmación. Los estudios comparativos modernos sugieren que esta panorámica de la pederastia tebana es inexacta, resultado de las actitudes nacionalistas y xenófobas por parte de los escritores.
Píndaro, un poeta tebano que es una de las escasas fuentes primarias de la pederastia tebana, presenta una visión más convencional, en la que el atletismo y el deseo sexual están íntimamente relacionados. De la misma manera, las pinturas en cerámicas parecen mostrar una serie de prácticas similares a las que se aprecian en las vasijas de Atenas y Corinto.

## Amantes famosos
Epaminondas intimó con un joven de nombre Micitos. Plutarco también menciona a dos de sus amados (erómenos): Asópico, quien peleó junto a él en la batalla de Leuctra, donde se distinguió sobremanera; y Capisdoros, quien cayó junto a Epaminondas en Matinea y fue enterrado a su lado.